# A bridge too far (RMI)
A bridge too far is een livealbum van Radio Massacre International. Het is een (gedeeltelijke) registratie van een concert dat de muziekgroep gaf tijdens de KLEMdagen in oktober 1997 te Nijmegen. De titel is ontleend aan de film A Bridge Too Far. De muziek was niet geschikt voor uitgifte via hun commerciële platenlabel, dus verscheen het als cd-r in eigen beheer. De muziek klinkt ongepolijst en is volgens het boekwerkje zonder enige bewerking op de cd-r gezet. 

## Musici
- Steve Dinsdale – synthesizers
- Duncan Goddard – synthesizers, gitaar
- Gary Houghton – basgitaar, synthesizers

## Muziek
| Nr. | Titel                               | Duur  |
| --- | ----------------------------------- | ----- |
| 1.  | Imrpovisation 1                     | 12:24 |
| 2.  | Come to sunny teesside, mrs. Merson | 11:08 |
| 3.  | Improvisation 2                     | 14:39 |
| 4.  | Plastered in Paris                  | 13:40 |
| 5.  | Announcement                        | 1:40  |
| 6.  | A minute of silence                 | 6:08  |